# Naxçıvanlı
Naxçıvanlı (armeniska: Նախիջևանիկ, Nakhijevanik, ryska: Нахичеваник, azerbajdzjanska: Naxçıvanik) är en ort i Azerbajdzjan.   Den ligger i distriktet Xocalı Rayonu, i den centrala delen av landet, 260 km väster om huvudstaden Baku. Naxçıvanlı ligger 775 meter över havet och antalet invånare är 211.
Terrängen runt Naxçıvanlı är huvudsakligen kuperad, men åt nordost är den platt. Runt Naxçıvanlı är det ganska tätbefolkat, med 96 invånare per kvadratkilometer.. Närmaste större samhälle är Müşkapat, 17,8 km sydost om Naxçıvanlı. 
Trakten runt Naxçıvanlı består till största delen av jordbruksmark.